# Station Sermizelles - Vézelay
Station Halte de Sermizelles-Vézelay is een spoorwegstation in de Franse gemeente Sermizelles.